# Общество автомобильных инженеров
Общество автомобильных инженеров (Американская ассоциация автомобильных инженеров; англ. Society of Automotive Engineers, SAE) — источник технической информации и опыта, используемого в разработке, производстве, обслуживании и управлении транспортных средств для использования на земле или море, в воздухе или космосе.

## История
В начале XX-го века в США насчитывалось уже несколько десятков автомобильных производителей. В связи с этим, многие инженеры автомобильной индустрии выразили желание иметь «свободный обмен идеями» с целью увеличения индивидуальной технической базы.
Так, в 1905 году, Andrew Riker возглавил Сообщество автомобильных инженеров, со штатом всего в 30 человек, и стал её президентом.
В течение первых 10 лет членство сообщества неуклонно росло. И что главное, в штате сотрудников появлялись молодые, талантливые инженеры, которые издавали технические журналы и полную подборку технической документации — SAE Transactions, которая существует и по сей день, но изменила своё название на SAE International’s Journals
В наши дни сообщество насчитывает более 121000 человек — инженеров, руководителей, преподавателей и студентов более чем из 97 стран мира.
Совместная исследовательская программа способствует продвижению проектов, которые приносят выгоду автомобильной индустрии в целом. Многочисленные встречи и выставки предоставляют мировые возможности для сети SAE и информацию. SAE также предлагает полный комплект мероприятий по профессиональному развитию, таких как семинары, технические симпозиумы и обучение в электронной форме.